# Langley (Washington)
Langley je grad u američkoj saveznoj državi Washington. Prema popisu stanovništva iz 2010. u njemu je živjelo 1.035 stanovnika.